# Aegopis croaticus
Aegopis croaticus is een slakkensoort uit de familie van de Zonitidae. De wetenschappelijke naam van de soort is voor het eerst geldig gepubliceerd in 1832 door A. Ferussac.